# Emmanuel Orceau de Fontette
Pour les articles homonymes, voir Orceau de Fontette.
Emmanuel Orceau, baron de Fontette, est un avocat et homme politique français né le 26 octobre 1805 à Caen (Calvados) et mort le 2 mai 1887 au château de Monts (Calvados).

## Biographie
Emmanuel Louis Orceau de Fontette est le fils de Frédéric Louis Orceau de Fontette et de Marie Catherine Suzanne Charlotte Texier d'Hautefeuille, et le neveu d'Aimé Orceau de Fontette. Gendre du marquis de Venoix, il est le beau-père d'Hardouin de Maillé de La Tour-Landry.
Avocat, il est député du Calvados de 1842 à 1846, siégeant dans la majorité soutenant la monarchie de Juillet. Il est par la suite conseiller général pour le canton de Villers-Bocage de 1848 à 1852.

## Publications
- Notice biographique sur M. de Laboire, ancien magistrat (1866)
- Notice biographique sur M. Thomine-Desmasures (1866)
- Du mode de formation des listes du jury (1847)
- De la Législation en matière de diffamation (1847)
- De la Législation en matière de diffamation et spécialement de la jurisprudence sur l'action civile, dite jurisprudence Bourdeau

## Sources
- « Emmanuel Orceau de Fontette », dans Adolphe Robert et Gaston Cougny, Dictionnaire des parlementaires français, Edgar Bourloton, 1889-1891 [détail de l’édition]